# Kathrin Weßelová
Kathrin Weßelová, rozená Ullrichová, (* 14. srpna 1967, Annaberg-Buchholz, Sasko) je bývalá německá atletka, běžkyně, jejíž specializací byly dlouhé tratě. Její hlavní disciplínou byl běh na 10 000 metrů.
Třikrát reprezentovala na letních olympijských hrách (Soul 1988, Barcelona 1992, Atlanta 1996). Největšího úspěchu dosáhla v roce 1988 na olympiádě v jihokorejském Soulu, kde coby reprezentantka NDR doběhla ve finále desítky na 4. místě.
Čtvrtá skončila také na Mistrovství světa v atletice 1991 v Tokiu a na Mistrovství Evropy v atletice 1994 v Helsinkách.